# 2. Basketball-Bundesliga 1990/91
Die Saison 1990/1991 war die sechzehnte Saison der 2. Basketball-Bundesliga.

## Modus
Es wurde in zwei Gruppen Nord und Süd mit je zwölf Mannschaften gespielt. Die zwei Jahre zuvor eingeführte Platzierungsrunde wurde wieder abgeschafft. So spielten wieder nach einer Einfachrunde die sechs bestplatzierten Teams einer Staffel eine Aufstiegsrunde aus, deren Meister in die Basketball-Bundesliga aufstieg. Die Mannschaften von Platz 7 bis 12 einer Staffel spielten eine Abstiegsrunde aus, bei der entsprechend der Zahl der Bundesliga-Absteiger und der zugeordneten Regionalliga-Aufsteiger die Absteiger ermittelt wurden. Aus der Nordstaffel stiegen aufgrund der zugeordneten Regionalligen regulär zwei Mannschaften und aus der Südstaffel drei Mannschaften ab. Sowohl in die Aufstiegs- als auch Abstiegsrunde wurden alle Punkte der Hauptrunde mitgenommen.

## Teilnehmende Mannschaften

### Gruppe Nord
Neben dem regulären Aufsteiger der Saison 1989/1990 stiegen zwei weitere Vereine in die Basketball-Bundesliga auf. Die TuS Herten nahm den freigewordenen Platz ein, der durch die Fusion des SSV Goldstar Hagen und der Basketballabteilung des TSV Hagen 1860 zu Brandt Hagen entstanden war. Weiterhin zog sich der BSC Saturn Köln bzw. Galatasaray Köln aufgrund finanzieller Probleme komplett vom Spielbetrieb zurück. Den Platz nahm nach diversen Vereinsanfragen der Godesberger TV ein. Entsprechend gab es zwei zusätzliche Aufsteiger aus den Regionalligen in die Nordstaffel.
- MTV Wolfenbüttel

Absteiger aus der Basketball-Bundesliga
- SG FT/MTV Braunschweig

Spielgemeinschaft aus FT und MTV Braunschweig
- Oldenburger TB
- VBC Paderborn
- SC Rist Wedel
- Neuköllner Sportfreunde
- FC Schalke 04
- Aplerbecker SC 09

Aufsteiger aus den Regionalligen Nord und West
- SVD 49 Dortmund
- ART Düsseldorf
- TK Hannover
- TV Herkenrath

### Gruppe Süd
- TV Langen

Absteiger aus der  Basketball-Bundesliga
- FC Bayern München
- SV 03 Tübingen
- KuSG Leimen
- MTSV Schwabing
- EOSC Offenbach
- 1. FC Baunach
- DJK Würzburg
- USC Freiburg

Aufsteiger aus den Regionalligen Mitte, Südwest und Süd
- TSV Breitengüßbach
- BBF Dillingen
- Post SV Karlsruhe

## Saisonverlauf

### Abschlusstabellen Hauptrunde
Nord
| Platz | Team                   | Gesamt    | Gesamt |
| ----- | ---------------------- | --------- | ------ |
| 1.    | SG FT/MTV Braunschweig | 2001:1690 | 34:10  |
| 2.    | SC Rist Wedel          | 1841:1719 | 32:12  |
| 3.    | TK Hannover (N)        | 1841:1749 | 28:16  |
| 4.    | SVD Dortmund (N)       | 1990:1814 | 26:18  |
| 5.    | Oldenburger TB         | 2018:1921 | 24:20  |
| 6.    | MTV Wolfenbüttel (A)   | 1905:1895 | 24:20  |
| 7.    | VBC Paderborn          | 1932:1866 | 24:20  |
| 8.    | Aplerbecker SC 09      | 1953:1952 | 24:20  |
| 9.    | ART Düsseldorf (N)     | 1627:1828 | 18:26  |
| 10.   | FC Schalke 04          | 1826:2003 | 16:28  |
| 11.   | Neuköllner SF          | 1675:1894 | 12:32  |
| 12.   | TV Herkenrath (N)      | 1587:1901 | 2:42   |

Süd
| Platz | Team                   | Gesamt    | Gesamt |
| ----- | ---------------------- | --------- | ------ |
| 1.    | TV Langen (A)          | 1870:1727 | 34:10  |
| 2.    | 1. FC Baunach          | 1870:1727 | 32:12  |
| 3.    | FC Bayern München      | 1914:1787 | 30:14  |
| 4.    | SV 03 Tübingen         | 2002:1906 | 28:16  |
| 5.    | MTSV Schwabing         | 1835:1786 | 28:16  |
| 6.    | EOSC Offenbach         | 1928:1927 | 24:20  |
| 7.    | DJK Würzburg           | 1861:1936 | 22:22  |
| 8.    | Post-SV Karlsruhe (N)  | 1794:1835 | 18:26  |
| 9.    | KuSG Leimen            | 2029:2126 | 18:26  |
| 10.   | TSV Breitengüßbach (N) | 1726:1892 | 14:30  |
| 11.   | USC Freiburg           | 1872:1968 | 12:32  |
| 12.   | BBF Dillingen (N)      | 1806:1992 | 4:40   |

### Aufstiegsrunden
Nord
| Platz | Team                   | Gesamt*   | Gesamt* |
| ----- | ---------------------- | --------- | ------- |
| 1.    | SG FT/MTV Braunschweig | 2874:2459 | 50:14   |
| 2.    | SC Rist Wedel          | 2685:2544 | 44:20   |
| 3.    | SVD 49 Dortmund (N)    | 2867:2640 | 38:26   |
| 4.    | TK Hannover (N)        | 2648:2565 | 36:28   |
| 5.    | MTV Wolfenbüttel (A)   | 2735:2763 | 30:34   |
| 6.    | Oldenburger TB         | 2879:2873 | 30:34   |

Süd
| Platz | Team              | Gesamt*   | Gesamt* |
| ----- | ----------------- | --------- | ------- |
| 1.    | TV Langen (A)     | 3047:2741 | 48:16   |
| 2.    | SV 03 Tübingen    | 2903:2768 | 42:22   |
| 3.    | MTSV Schwabing    | 2770:2681 | 40:24   |
| 4.    | 1. FC Baunach     | 2694:2547 | 40:24   |
| 5.    | FC Bayern München | 2778:2718 | 38:26   |
| 6.    | EOSC Offenbach    | 2780:2856 | 28:36   |

 * Es wurden alle Ergebnisse der Hauptrunde in die Aufstiegsrunde mitgenommen.

### Abstiegsrunden
Nord
Da beide Bundesliga-Absteiger der Nordstaffel zugeordnet waren, musste zusätzlich zu den zwei regulären Mannschaften eine weitere absteigen.
| Platz | Team               | Gesamt *  | Gesamt * |
| ----- | ------------------ | --------- | -------- |
| 1.    | Aplerbecker SC 09  | 2919:2844 | 40:24    |
| 2.    | VBC Paderborn      | 2817:2718 | 36:28    |
| 3.    | ART Düsseldorf (N) | 2454:2631 | 32:32    |
| 4.    | Neuköllner SF      | 2547:2743 | 22:42    |
| 5.    | FC Schalke 04      | 2725:2895 | 22:42    |
| 6.    | TV Herkenrath (N)  | 2374:2849 | 4:60     |

Süd
Da beide Bundesliga-Absteiger der Nordstaffel zugeordnet waren, mussten nur zwei Mannschaften regulär absteigen.
| Platz | Team                   | Gesamt *  | Gesamt * |
| ----- | ---------------------- | --------- | -------- |
| 1.    | Post-SV Karlsruhe (N)  | 2538:2547 | 32:32    |
| 2.    | DJK Würzburg           | 2658:2718 | 32:32    |
| 3.    | KuSG Leimen            | 2874:2892 | 30:34    |
| 4.    | USC Freiburg           | 2738:2787 | 24:40    |
| 5.    | TSV Breitengüßbach (N) | 2556:2787 | 22:42    |
| 6.    | BBF Dillingen (N)      | 2654:2948 | 8:56     |

 * Es wurden alle Ergebnisse der Hauptrunde in die Abstiegsrunde mitgenommen.